# De Baandert
De Baandert – wielofunkcyjny stadion, położony w mieście Sittard-Geleen w Holandii. Oddany został do użytku 1964 roku. Od 1968 roku swoje mecze na tym obiekcie rozgrywał zespół Fortuna Sittard, aż do 1999 roku, kiedy to klub przeniósł się na nowoczesny Wagner & Partners Stadion. Pojemność stadionu wynosi 14 500 osób.
Mecz Fortuny Sittard ze Spartą (3:2), rozegrany 23 października 1999, był ostatnim spotkaniem piłkarskim rozegranym na De Baandert.

## Reprezentacja Holandii
27 maja 1992, na De Baandert, rozegrano towarzyski mecz pomiędzy reprezentacją Holandii a reprezentacją Austrii (3:2).